# 레나르트 베르겔린
스벤 레나르트 베르겔린(스웨덴어: Sven Lennart Bergelin, 1925년 6월 10일 ~ 2008년 11월 4일)은 스웨덴의 테니스 선수이자 코치였다. 선수로서 AIK에서 베르겔린은 1945년부터 1955년까지 스웨덴 챔피언십 단식 타이틀 9회를 획득했으며, 1948년에는 프랑스 오픈 복식 타이틀을 획득했다. 베르겔린은 1971년부터 1983년까지 훈련한 비요른 보르그와의 작업으로 가장 잘 알려져 있으며, 그는 11개의 그랜드 슬램 대회에서 우승하는 데 기여했다. 베르겔린은 또한 스웨덴의 주장을 맡아 데이비스 컵 첫 우승을 이끌었다. 